# Hezarfen Ahmed Çelebi
Hezarfen Ahmed Çelebi (arabisch هزارفنّ أحمد چلبی, DMG Hezārfenn Aḥmed Čelebi; * 1609 in Istanbul; † 1640 in Algerien) war ein osmanischer Luftfahrtpionier, der nach einem Bericht von Evliya Çelebi im Istanbul des 17. Jahrhunderts einen erfolgreichen Segelflug absolviert haben soll. Sein Beiname Hezarfen bedeutet so viel wie „Tausendkünstler“.

## Segelflug über den Bosporus

Lageplan der Flugstrecke

Evliya Çelebi berichtete im 17. Jahrhundert, dass Hezarfen Ahmed Çelebi 1638 in Istanbul die etwa drei Kilometer lange Strecke vom Galataturm auf der europäischen Seite, über den Bosporus, auf den Doğancılar-Platz (heute Doğancılar-Park) im Stadtteil Üsküdar, gleitend überbrückte. Er verwendete selbstgebaute künstliche Flügel. Der zuerst begeisterte Sultan Murad IV. belohnte Ahmed Çelebi mit Gold, verbannte ihn später allerdings aus Angst vor einem so ambitionierten Mann nach Nordafrika (heutiges Algerien), wo er auch starb.

### Geographische Gegebenheiten
- Der Galataturm liegt 35 m über dem Meeresspiegel. Die Spitze des konischen Daches liegt 97,59 m über dem Meeresspiegel.[2]
- Der Doğancılar-Platz liegt rund 12 m über dem Meeresspiegel.
- Die Höhendifferenz zwischen Turmspitze und Platz beträgt 85,59 m.
- Die Entfernung zwischen Turm und Platz beträgt ungefähr 3,358 km.

### Fliegerische Einordnung
Unter der Annahme von Windstille, turbulenzfreier Luft und Abflug ohne Höhenverlust benötigt man für den Gleitflug ein Fluggerät mit einem Gleitverhältnis von 1:39,23. Mit Hängegleitern werden Gleitverhältnisse von maximal 1:27 erreicht (Stand 2008).
Es wird erwähnt, dass er sich einen Tag mit Süd-West-Wind (Libeccio) ausgesucht hat. Dadurch ist es ihm womöglich gelungen, die erwähnte Strecke zu überfliegen.

## Raketenflug
Von Hezarfen Ahmed Çelebis Bruder, Lagari Hasan Çelebi, wird berichtet, er soll den ersten Raketenflug durchgeführt haben. Berichte ihrer erfolgreichen Flüge erreichten England. John Wilkins erwähnte 1638 in “A Discovery of a New World” unter Berufung auf Busbequius die Flugversuche „eines Türken“:

“[…] ’Tis not perhaps impossible, that a man may be able to Fly, by the application of Wings to his own body; as Angels are pictur’d, as Mercury and Dædalus are feigned, and as hath been attempted by divers, particularly by a Turk in Constantinople, as Busbequius relates.”